# سنجاب منتاوای
سنجاب منتاوای (نام علمی: Callosciurus melanogaster) نام یک گونه از سرده زیباسنجاب‌ها است.